# Apollo (imię)
Apollo(n) – imię męskie pochodzenia greckiego. W Kościele katolickim wśród patronów tego imienia jest św. Apollo(n) z Heliopolis, pustelnik, sprawca cudów (zm. w 395 roku).
Apollo(n) imieniny obchodzi: 25 stycznia, 10 lutego, 21 kwietnia, 10 czerwca, 20 października i 8 grudnia.
Znani ludzie noszący imię Apollon:
- Apollo Korzeniowski, ojciec Józefa Konrada Korzeniowskiego.
- Apollo Lubicz, aktor i reżyser teatralny
- Apołłon Grigoriew, rosyjski poeta i krytyk literacki
- Apołłon Majkow, poeta rosyjski, tłumacz Mickiewicza